# Wasserbillig

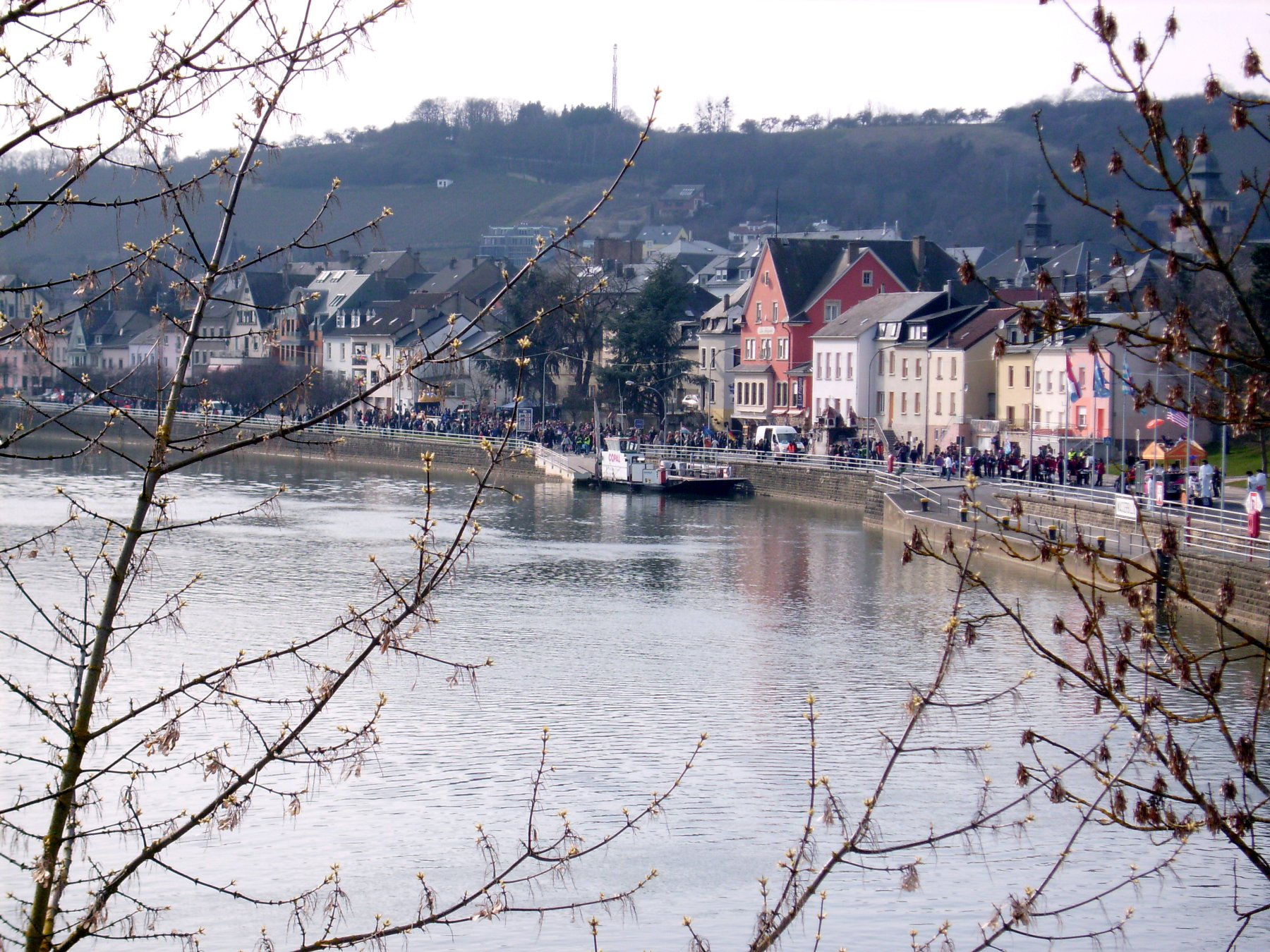
Moselufer mit Autofähre in der Frühjahrssonne

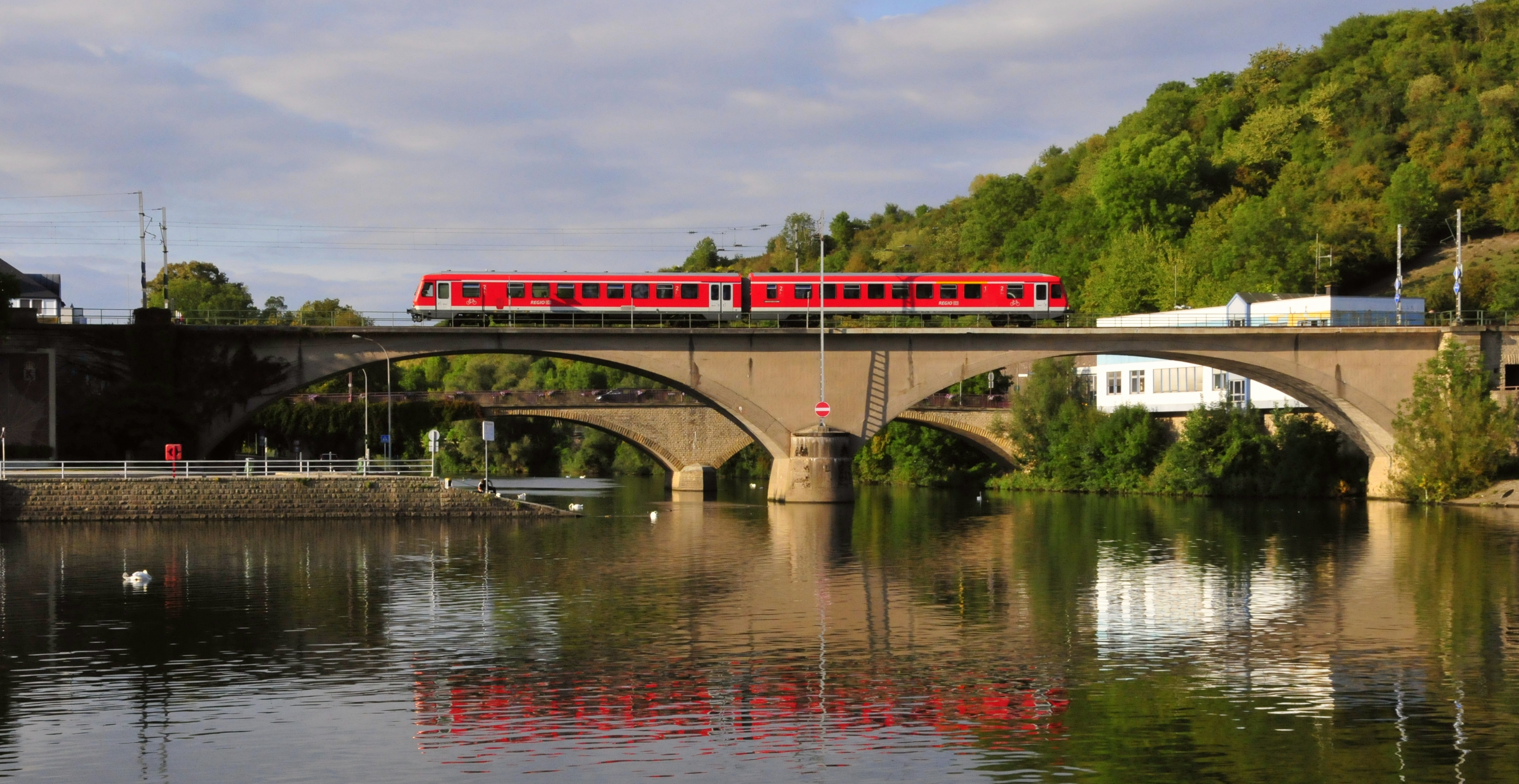
Mündung der Sauer in die Mosel

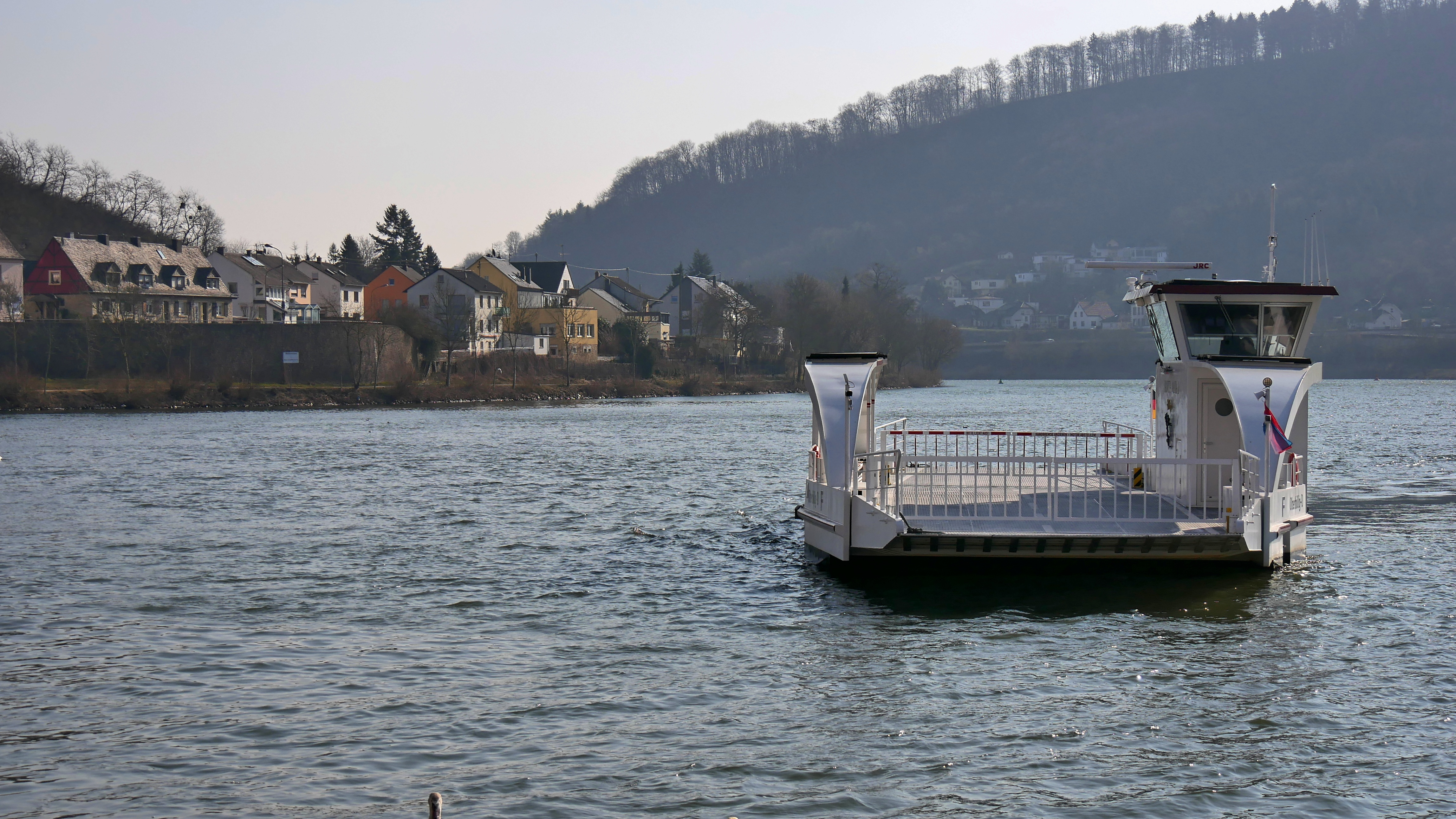
Die Elektrofähre Sankta Maria 2

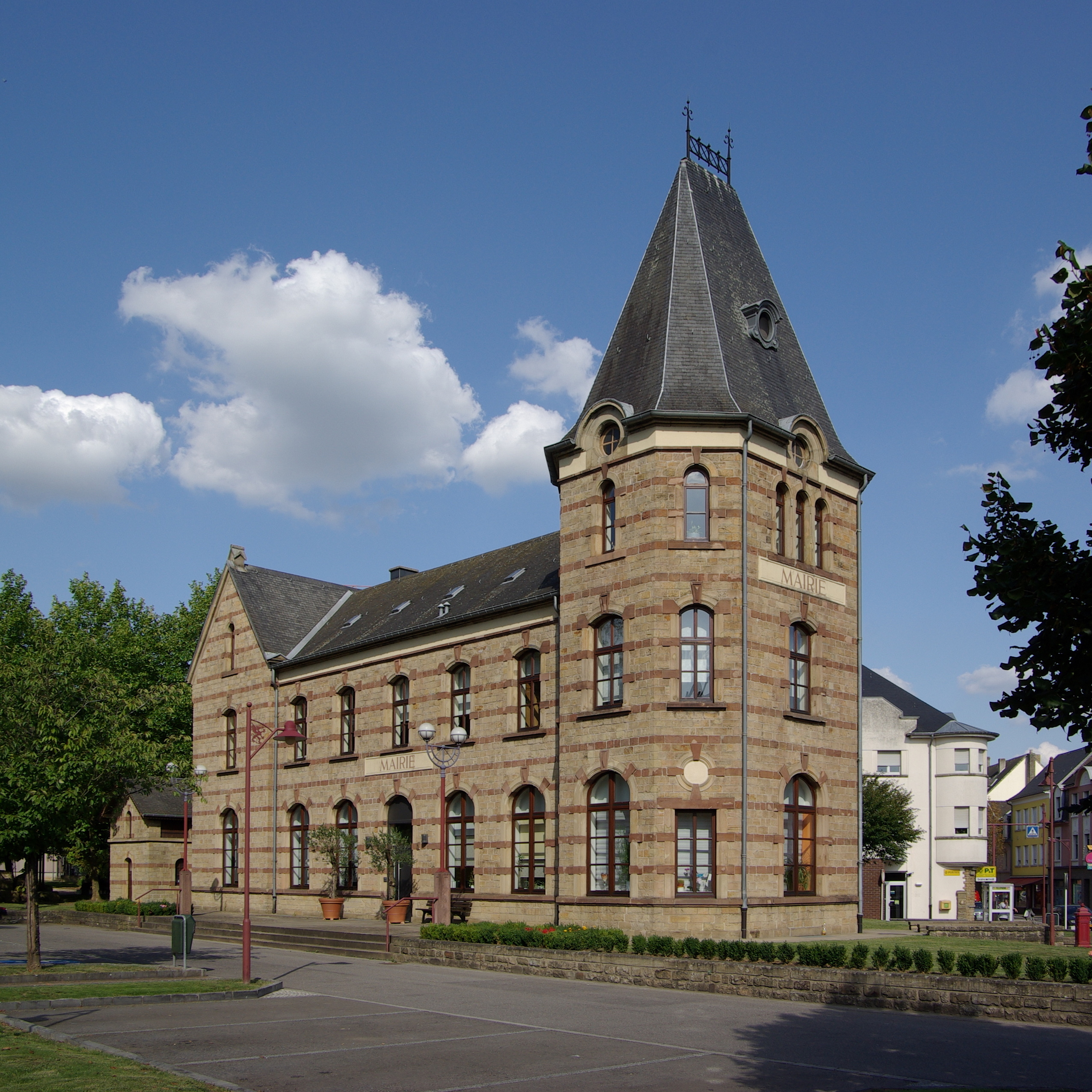
Rathaus in Wasserbillig

Wasserbillig (luxemburgisch Waasserbëllegⓘ) ist eine Ortschaft am Zusammenfluss von Sauer und Mosel im Osten des Großherzogtums Luxemburg und gehört zur Gemeinde Mertert. Es liegt unmittelbar an der Grenze zu Deutschland. Deutsche Grenzorte sind Wasserbilligerbrück am jenseitigen Sauerufer und Oberbillig am anderen Moselufer.

## Lage
Wasserbillig ist mit 130 m ü. NN der tiefste Punkt des Großherzogtums und Sitz der Gemeinde Mertert, die zum Kanton Grevenmacher gehört.

## Ortsname
Historisch ist Wasserbillig eng mit dem auf der gegenüberliegenden Moselseite gelegenen deutschen Oberbillig verbunden, mit dem es bis 1816 eine Doppelgemeinde bildete. Erstmals belegt wurde die Gemeinde als „Billich“ im Jahr 965 n. Chr. Die Namensgebung deutet auf römisches Erbe, den römischen Handelshafen Biliacum. Gleichwohl reichen die Wurzeln des Orts bis in die keltische Ära und wahrscheinlich noch darüber hinaus.
Eine eventuell vermutete Namensverwandtschaft mit dem, etwa 25 km nordöstlich gelegenen, Eifelort Welschbillig erscheint indes abwegig, da jener höchstwahrscheinlich auf dessen ursprünglich romanische bzw. „welsche“ Bewohnerschaft und den Namen seines frühmittelalterlichen Besitzers „Billius“ referiert.

## Geschichte
Kaiser Otto III. verlieh im Jahr 1000 Abt Ofrad, von der Trierer (Reichs-)Abtei St. Maximin, als Grundherrn das Markt-, Münz- und Zollrecht in quadam villa Billiche dicta, also „in jenem Landgut, das Billiche genannt wird“. Aus Biliche supra aquam („Biliche oberhalb des Wassers“, Schreibung hier mit einfachem l) für den auf dem rechten Moselufer gelegenen Ortsteil, wurde später Oberbillig.
Eine maßgebliche Veränderung brachten die Vereinbarungen des Wiener Kongresses (1815) sowie ein am 7. Oktober 1816 zu Kleve geschlossener Grenzvertrag, zwischen dem Königreich Preußen und jenem der Vereinigten Niederlande: Oberbillig avancierte zu einer selbstständigen Gemeinde der Bürgermeisterei Wasserliesch des preußischen Landkreises Trier, während Wasserbillig an das neu entstandene Großherzogtum Luxemburg fiel, das der niederländische Monarch noch bis 1890 in Personalunion regierte.

### Geiselnahme im Jahre 2000
Überregionale Aufmerksamkeit erlangte Wasserbillig im Jahr 2000, als ein tunesischer Einwanderer den Kinderhort Spatzennascht stürmte und 23 Kinder und 3 Erzieherinnen als Geiseln nahm. Über sein Motiv wurde spekuliert, bis sich herausstellte, dass dem Mann kurz zuvor das Sorgerecht für sein Kind entzogen worden war. Seiner Forderung, mit einem Flugzeug nach Libyen zu gelangen, wurde nicht entsprochen. Stattdessen verletzten Einsatzkräfte der Unité Spéciale de la Police – nach einer umstrittenen Idee des Sondereinsatzkommandos Düsseldorf – als Fernsehjournalisten getarnt nach 30 Stunden erfolgloser Verhandlungen den Mann lebensgefährlich mit zwei Kopfschüssen. Der Täter wurde anschließend zu einer langjährigen Haftstrafe verurteilt.

## Wirtschaft
Der Ort hat etwa 3000 Einwohner. Wegen der Nähe zu Deutschland ist Wasserbillig eine geschäftige Ortschaft, die besonders durch den regen Grenzhandel geprägt ist, vor allem Tanktourismus von Deutschland aus. Wie wichtig der Tanktourismus geworden ist, zeigt die Tatsache, dass der ehemalige Grenzübergang an der Autobahn A 64 zu einer Tankstelle ausgebaut wurde. Die in Fahrtrichtung nach Deutschland sich befindende Esso-Tankstelle ist nach eigenen Angaben die weltweit größte des Konzerns auf einer Fläche von 30.000 Quadratmetern. Die Gemeindeverantwortlichen gaben jedoch bekannt, dass man keine weiteren Erlaubnisse mehr für Tankstellen erteilen werde.
Außerdem befindet sich in Wasserbillig ein Aquarium, sowie die Moselfähre Sankta Maria II, welche Wasserbillig mit dem deutschen Grenzort Oberbillig verbindet.
Entlang der Grand-Rue und der Route de Luxembourg befinden sich eine Vielzahl von Geschäften, Handwerksbetrieben und Handelsunternehmen.

## Verkehr

### Straßenverkehr
Am nördlichen Ortsrand entlang verläuft mit der E 44 ein europäischer Hauptverkehrsweg, die Verlängerung der deutschen A 64. An der Kirche Saint-Martin zweigt die Rue Nationale Luxembourgeoise (N 10) nach Norden ab, die durch das Sauertal nach Echternach führt. Die Hauptstraße des Ortes („Grand Rue“) überquert die Sauer mit einer Bogenbrücke und verbindet den Ort mit der auf deutschem Boden hier endenden B 49 in der Nachbargemeinde Wasserbilligerbrück. Am deutschen Ufer der Sauer beginnt hier die B 418 nach Echternach. Eine Fähre ermöglicht den Autoverkehr über die Mosel ins rheinland-pfälzische Oberbillig. Die grenzüberschreitende Autobahn A1 (Lux.)/A64 (Dtl.), das ist die bereits erwähnte Europastraße, hat sehr zur Entlastung der angespannten Verkehrssituation in Wasserbillig geführt.

### Schienenverkehr
Im Bahnhof Wasserbillig treffen mehrere Eisenbahnstrecken zusammen:
- Bahnstrecke Luxemburg–Wasserbillig
- Bahnstrecke Ettelbrück–Grevenmacher
- Trierer Weststrecke

Der Bahnhof Wasserbillig wird durch die RegionalBunn-Linie der CFL angefahren, welche Wasserbillig mit Betzdorf, Sandweiler-Contern, Oetrange und Luxemburg verbindet, sowie durch den Regional-Express RE 11, welcher von Luxemburg über Sandweiler-Contern, Trier Hbf, Wittlich Hbf, Bullay und Cochem (Mosel) nach Koblenz Hbf fährt.
Zudem verkehrt ein Intercity der Linie 37 im 24-Stunden-Takt nach Düsseldorf über Köln.

## Persönlichkeiten
- Jacques Santer (* 1937), Präsident der Europäischen Kommission 1995–1999
- Jeannot Moes (* 1948), luxemburgischer Fußballspieler